# Scytodes thoracica
Scytodes thoracica este un păianjen araneomorf din familia Scytodidae, cunoscuți ca păianjeni scuipători. 

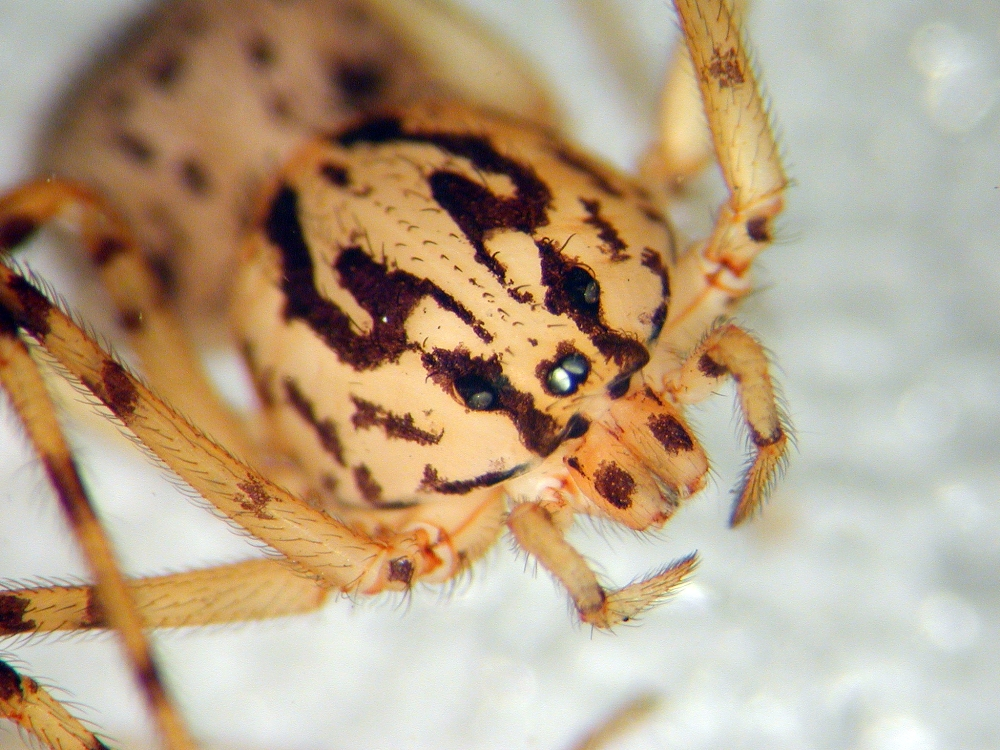
Prosoma în detaliu

## Descriere
Dimensiunea corpului a acestui păianjen variază între 3 - 6 mm. Prosoma are formă aproape perfect circulară. Regiunea posterioară a prosomei este mai ridicată decât cea anterioară, neobișnuit pentru păianjeni. Opistosoma este mai mică decât prosoma, le fel întâlnit numai la aceștia. Vederea este asigurată de numai 6 ochi, și nu 8 ca de obicei. Cel mai curios lucru este prezența unor glande sericigene alături de glandele veninoase. Glande sericigene, ca și la toți păianjenii, se mai găsesc în opistosomă. Culoarea corpului este portocalie - maro, cu pete negre. Prosoma prezintă două benzi laterale longitudinale de culoare neagră. Anterior, pe opistosomă se găsesc benzi transversale, la fel, de culoare neagră. Picioarele sunt, relativ, foarte subțiri și sunt mai deschise la culoare, se succed regiunile negre cu cele portocalii.

## Modul de viață

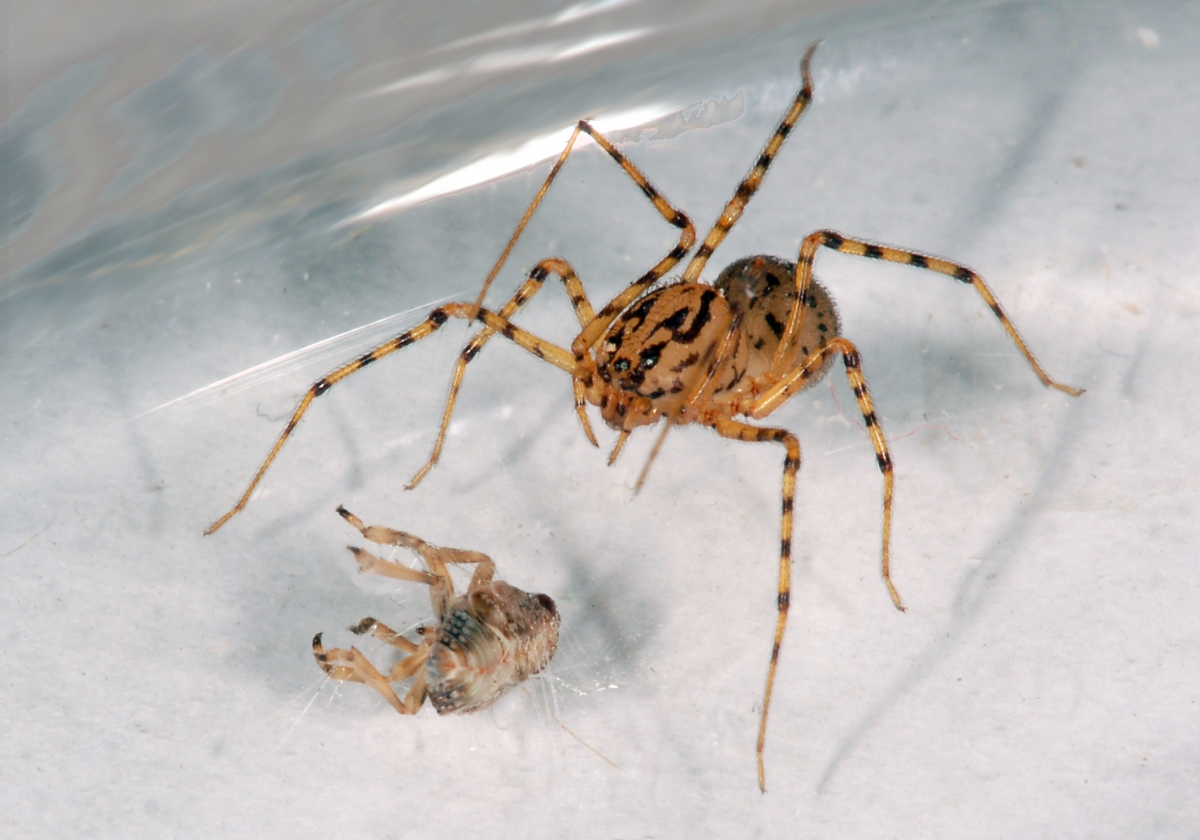
Scytodes thoracica la vânătoare

Scytodes thoracica este relativ lent, o specie care trăiește la nivelul solului. Nu țese pânză și nu sapă galerii. În timpul nopții, atunci când toate insectele, hrana lui principală, se odihnesc, păianjenul iese la vânătoare. El se furișează cu foarte mare atenție spre prada și la o distanță de aproximativ 10 mm se oprește. Cu ajutorul primei pereche de picioare foarte lungi măsoară distanță până la victimă fără a o deranja. Apoi, „scuipă” prada cu două fire de mătase veninoasă, în formă de zigzag. Aceasta are loc prin chelicere. Mătasea este atât lipicioasă cât și veninoasă, având un efect dublu. În acestă situație, victima este imediat imobilizată. Dacă prada este mai mare, atunci păianjenul „scuipă” mai intens. Se presupune că păianjenul utilizează fire speciale pe picioare, care facilitează localizarea prăzii.

## Reproducere
Femela atașează cu ajutorul mătasei ponta la mijlocul corpul, în partea ventrală. Ponta conține 20 - 30 de ouă mari. 

## Răspândire
Această specie este răspândită aproape în America de Nord, Asia, Africa de Nord, Australia, în unele insule din Oceanul Pacific. În Europa Scytodes thoracica se întâlnește pe tot continentul, însă preferă zonele sudice. În cele temperate cel mai des poate fi găsit în locuințele umane.